# SN 1999gi
SN 1999gi – supernowa typu II-P odkryta 13 grudnia 1999 roku w galaktyce NGC 3184. Jej maksymalna jasność wynosiła 14,80m.